# منتخب إنجلترا لهوكي الحقل للسيدات
منتخب إنجلترا الوطني لهوكي الحقل للسيدات (بالإنجليزية: England women's national field hockey team)‏ هو ممثل إنجلترا الرسمي في المنافسات الدولية في هوكي الحقل للسيدات.